# Condado de Jackson (Mississippi)
O Condado de Jackson (em inglês:  Jackson County) é um dos 82 condados do estado norte-americano do Mississippi. A sede e maior cidade do condado é Pascagoula. Foi fundado em 1812 e recebeu o seu nome em homenagem a Andrew Jackson (1767-1845), o 7.º presidente dos Estados Unidos.
O condado possui uma área de 2 702 km², dos quais 1 872 km² estão cobertos por terra e 830 km² por água, uma população de 139 668 habitantes, e uma densidade populacional de 74,6 hab/km² (segundo o censo nacional de 2010). É o quinto condado mais populoso do Mississippi.
O condado foi severamente atingido pelo furacão Katrina em agosto de 2005.